# Palaelodus
Palaelodus je izumrli prapovijesni rod ptica dalje povezan s plamencima. Bile su tanke ptice, s tankim nogama i dugim vratom. Malo je poznato o obliku njihove lubanje i kljuna. Neki paleontolozi misle da su bile sposobne plivati ispod vode loveći plijen, ali prema morfološkim karakteristikama, njihova stopala nisu bila baš najbolje prilagođena za ronjenje. Više izgleda da su ove ptice bile prilagođene lovljenju plijena plivajući ili stojeći u plitkoj vodi.
Broj vrsta u rodu je osporen. 